# Route principale 20 (Suisse)
Pour les articles homonymes, voir H20 et Route 20.
La Route principale 20 est une route principale suisse reliant Le Locle dans le Jura neuchâtelois à Neuchâtel au bord du lac homonyme en passant par La Chaux-de-Fonds, elle relie par conséquent les trois principales villes du canton de Neuchâtel.
Elle débute au col des Roches à la frontière française puis passe par Le Locle, La Chaux-de-Fonds, et la Vue des Alpes pour arriver dans le Val-de-Ruz. À partir de Boudevilliers elle se confond avec l'autoroute J20/H20 avec laquelle elle franchit les gorges du Seyon pour finir à la sortie de Vauseyon au nord de Neuchâtel où elle fait jonction avec la route principale 10.

## Parcours
- (Doubs)
- (frontière Suisse - France)
  -  Tunnel du Col des Roches
- Le Locle
- Le Crêt-du-Locle
- La Chaux-de-Fonds
- Les Convers 
  - Col de la Vue des Alpes
- Les Hauts-Geneveys
- Malvilliers
- Boudevilliers (début tronçon commun avec l' / )
  -  Viaducs sur la Sorge
- Valangin
  - Gorges du Seyon
  -  Pont sur le Seyon
  -  Tunnel du Seyon (dans le sens Valangin - Neuchâtel)
- Neuchâtel-Vauseyon  /